# Хацкевич, Александр Николаевич
Алекса́ндр Никола́евич Хацке́вич (бел. Аляксандр Мікалаевіч Хацкевіч; род. 19 октября 1973, Минск) — белорусский футболист, полузащитник

## Биография
Воспитанник столичной СДЮШОР «Динамо» (первый тренер — Михаил Братченя). В 1990 году зачислен в дубль «Динамо» (Минск), за два года забил 1 мяч.
С 1992 года играл в основном составе «Динамо» (Минск). В 1992—1996, 2005—2007 провёл 106 игр, забил 20 мячей.
Также выступал за клубы:
- «Динамо» (Киев) (1996—2003, 135 игр, 26 голов)
- «Тяньцзинь Тэда» (Китай) (2004)
- «Вента» (Латвия) (2005)

В национальной сборной Беларуси (1993—2005) провёл 38 игр, забил 4 гола. В 2001 году после поражения от Украины 0:2, лишившего Беларусь теоретических шансов попасть на чемпионат мира по футболу в Корее и Японии, Хацкевич был близок к уходу из сборной: тренер белорусов Эдуард Малофеев публично обвинил Хацкевича в неподобающем выступлении и намекнул на сдачу матча.

### Тренерская карьера
Тренерскую карьеру начал в минском «Динамо» после увольнения Петра Качуро в 2007 году. Был играющим тренером. В составе «Динамо» делал ставку на молодых игроков — собственных воспитанников, однако команда заняла девятое место в чемпионате, что стало её худшим результатом за всё время выступления. По окончании сезона 2007 покинул должность главного тренера столичной команды.
В начале 2008 года АБФФ назначила Хацкевича главным тренером юношеской сборной Беларуси. В июле того же года стал главным тренером «Витебска». Привёл команду к пятому месту в чемпионате. В июле 2009 года из-за финансовых проблем покинул витебский клуб.

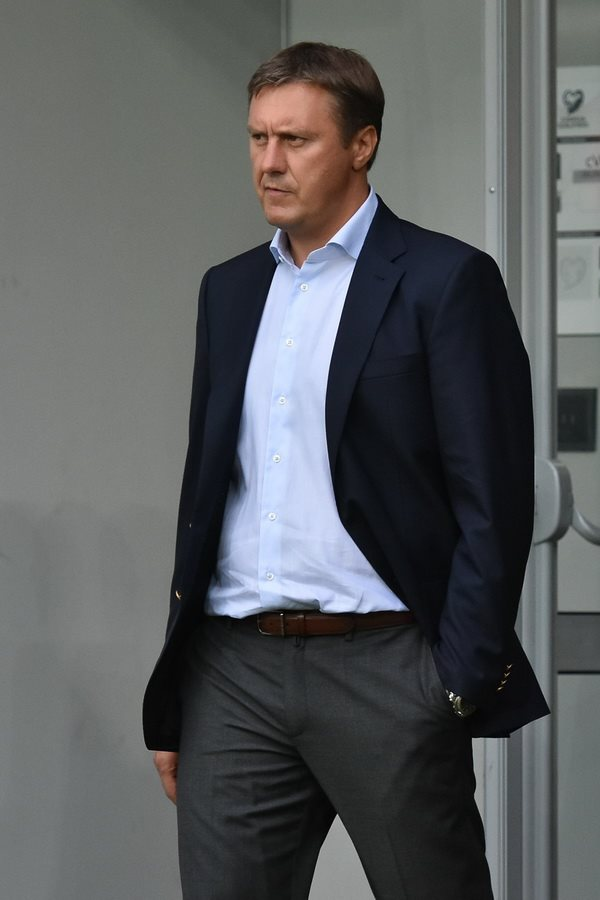
Хацкевич в качестве главного тренера сборной Беларуси, 2015 год

С февраля 2010 по 2011 год — ассистент главного тренера сборной Украины. С 2010 по 2014 год возглавлял молодёжную команду киевского «Динамо».
4 декабря 2014 года был назначен на должность главного тренера сборной Беларуси. Был уволен 6 декабря 2016 года после 4 матчей в отборочном турнире к ЧМ-2018, в которых сборная сыграла вничью с Францией, проиграла Голландии и Болгарии и поделила очки с Люксембургом.
2 июня 2017 года было объявлено о назначении Хацкевича главным тренером киевского «Динамо». Вместе с киевлянами дважды становился серебряным призёром чемпионата Украины. 14 августа 2019 года Хацкевич и весь тренерский штаб был отправлен в отставку после третьего подряд вылета в квалификации Лиги чемпионов при Хацкевиче.
20 декабря 2019 года возглавил волгоградский «Ротор». При нём по итогам первенства ФНЛ сезона 2019/20 волгоградская команда заняла первое место и впервые за 16 лет вернулась в премьер-лигу. 19 марта 2021 года покинул пост главного тренера. В 2022 году был главным тренером кипрского клуба «Кармиотисса». С 16 января 2024 года — главный тренер польского «Заглембе» (Сосновец).

## Достижения

### Как игрок
«Динамо» (Киев)
- Чемпион Украины (7): 1996/97, 1997/98, 1998/99, 1999/2000, 2000/01, 2002/03, 2003/04
- Серебряный призёр чемпионата Украины: 2001/02
- Обладатель Кубка Украины (4): 1997/98, 1998/99, 1999/2000, 2002/03

«Динамо» (Минск)
- Чемпион Беларуси (4): 1992/93, 1993/94, 1994/95, 1995
- Серебряный призёр чемпионата Беларуси (2): 1996, 2006
- Обладатель Кубка Беларуси: 1993/94

### Как тренер
«Динамо» (Киев)
- Обладатель Суперкубка Украины (2): 2018, 2019
- Серебряный призёр чемпионата Украины (2): 2017/18, 2018/19
- Финалист Кубка Украины: 2017/18

«Ротор» (Волгоград)
- Чемпион ФНЛ: 2019/2020

### Личные
- Футболист года в Беларуси (2): 1998, 2000